# Општина Дитрау (Харгита)
Дитрау (рум. Ditrău) општина је у Румунији у округу Харгита.
Oпштина се налази на надморској висини од 953 m.